# Tales of Mystery and Imagination - Edgar Allan Poe
Tales of Mystery and Imagination - Edgar Allan Poe è il primo album in studio del gruppo progressive rock britannico The Alan Parsons Project, fondato da Alan Parsons ed Eric Woolfson, pubblicato nel 1976 dalla Charisma Records.

## Descrizione
Dopo essersi conosciuti nel 1974, nel 1975 Parsons e Woolfson fondano assieme il The Alan Parsons Project, che inizialmente doveva essere solo un esperimento musicale, ma che poi dopo il clamoroso successo diede il via ad un vero e proprio gruppo musicale ed alla produzione di numerosi altri album di successo fino al 1990.
Nel 2003, Eric Woolfson ha pubblicato un album che può essere considerato un seguito ideale di Tales of Mystery and Imagination - Edgar Allan Poe dal titolo Poe: More Tales of Mystery and Imagination.
Nel luglio 2010, la rivista Classic Rock ha nominato Tales of Mystery and Imagination uno dei "50 album che hanno costruito il prog rock".

### Registrazione e pubblicazione
I brani dell'album vengono registrati tra aprile e novembre del 1975 prevalentemente agli Abbey Road Studios di Londra. Fino al gennaio del 1976 Parsons effettuerà le sessioni di rifinitura e l'album verrà poi pubblicato il 1º maggio negli USA ed il 1º giugno in Gran Bretagna ed Europa. Altri luoghi di registrazione sono lo studio di registrazione di Mama Jo a North Hollywood, Los Angeles.
Le parti orchestrali vengono registrate alla Kingsway Hall a Londra.

### Formazione
Per il Project Parsons e Woolfson decidono di utilizzare una vasta platea di session-man, tra cui numerosi artisti affermati come i cantanti Arthur Brown, della band britannica The Crazy World of Arthur Brown, in The Tell Tale Heart, John Miles in The Cask of Amontillado e (The System of) Dr. Tarr and the professor Fether e Terry Sylvester, dei The Hollies, in To One in Paradise. Figurano tra i musicisti le band al completo degli Ambrosia e dei Pilot, entrambi i gruppi in quegli anni sono prodotti da Alan Parsons.

### Il concept
Tales of Mystery and Imagination si basa sulle opere di Edgar Allan Poe messe in musica in un misto di canzoni rock e musica sinfonica, mescolate con citazioni dai suoi testi, i pezzi trasmettono l'atmosfera cupa e malinconica delle opere di Poe.
Tutte le tracce portano gli omonimi titoli dei racconti dello scrittore Edgar Allan Poe. All'interno del booklet vi è una panoramica cronologica della vita e delle opere di Poe.
Il Concept dell'album, incentrato su Edgar Allan Poe, è stato tenuto segreto da Parsons e Woolfson a musicisti di sessione, cantanti e personale di studio per paura che qualcuno rubasse le loro idee. Alle canzoni venivano dati soprannomi fuorvianti; per esempio, The Raven è diventato The Raver. Tuttavia Arthur Brown indovinò il vero concept dopo aver visto il testo della canzone che ha cantato.

### Le narrazioni
L'attore e regista Orson Welles registrò la sua voce per il disco e spedì i nastri a Parsons e Woolfson, senza mai incontrarli di persona. Per motivi di spazio le narrazioni di Welles non furono inserite nell'album del 1976, furono utilizzate solamente per gli spot radiofonici. Nel 1987 Parsons remixando completamente l'album ha inserito le narrazioni come originariamente immaginate.
Il primo passaggio narrato da Welles, sul remix del 1987, precede la prima traccia A Dream Within A Dream', ed è tratto da un oscuro pezzo di saggistica di Poe, il numero XVI dei suoi Marginalia pubblicato tra il 1845 ed il 1849. Il secondo passaggio che Welles legge, sempre sul remix del 1987, precede il brano The Fall Of The House Of Usher - Prelude, ed è una parafrasi parziale dalla saggistica di Poe, principalmente da una raccolta di poesie intitolata Poesie della giovinezza di Poe contenuta in Introduzione alle poesie – 1831 in una sezione intitolata Lettera al signor B----".

## Copertina e grafica
La veste grafica dell'album viene realizzata dall'agenzia di graphic design britannica Hipgnosis di Storm Thorgerson. La copertina è dominata da uno sfondo verde scuro, ornato da una fascia orizzontale nel mezzo, che continua in un anello sul retro. Vi è raffigurato un panorama desertico tipicamente egiziano con una porzione di tempio da cui si allunga l'ombra del cosiddetto taped man, la cui rappresentazione continua nella vista interna del coperchio a cerniera.
The booklet (attached to the inside of the cover) is composed of photos related to the songs, and line drawings which explore the taped man as he thrashes about in his restricted world and strives to unravel himself. The illustrated capital letters continue the idea. The layout and drawings are by Colin Elgie. The sleeve is one of our better attempts at combining photographs and illustration.»
Il libretto (allegato all'interno della copertina) è composto da foto relative alle canzoni e disegni al tratto che esplorano l'uomo registrato mentre si dibatte nel suo mondo ristretto e si sforza di svelare se stesso. Le lettere maiuscole illustrate continuano l'idea. Il layout e i disegni sono di Colin Elgie. La copertina è uno dei nostri migliori tentativi di combinare fotografie e illustrazioni.»
(Storm Thorgerson)

### Stile musicale
L'album include rari esperimenti tecnici dell'epoca, come l'uso del vocoder e un abbondante accompagnamento orchestrale.

## Tracce
Tales of Mystery and Imagination Edgar Allan Poe - Album originale (1976)
Testi e musiche di Eric Woolfson e Alan Parsons; edizioni musicali Charisma Records.
1. A Dream Within A Dream (Strumentale) – 3:41 – Tastiere: Eric Woolfson • Tastiere e flauti: Billy Lyall • Chitarra elettrica e acustica: Ian Bairnson • Chitarra acustica e cori: David Paton • Basso: Joe Puerta • Batteria: Stuart Tosh
David Pack nel 2000. Session-man per il Project come chitarrista nel brano The Raven.
2. The Raven – 3:58 – Voce e voce al Vocoder EMI: Alan Parsons • Voce: Leonard Whiting • Tastiere e cori: Eric Woolfson • Tastiere: Christopher North • Chitarre: David Pack • Basso: Joe Puerta • Batteria: Burleigh Drummond • Batteria aggiuntiva: Stuart Tosh • Orchestra: Arrangiata e diretta da Andrew Powell • Coro: Bob Howes e The English Chorale
David Paton nel 2017. Session-man per il Project dal 1976 al 1986.
3. The Tell-Tale Heart – 4:42 – Voce: Arthur Brown • Voce aggiuntiva: Jack Harris • Tastiere: Eric Woolfson e Billy Lyall • Projectron: Alan Parsons • Chitarre: Ian Bairnson • Basso: David Paton • Batteria, timpani e piatti all'indietro: Stuart Tosh • Orchestra: Arrangiata e diretta da Andrew Powell • Coro: Bob Howes e The English Chorale
John Miles nel 2017. Cantante nei brani The Cask Of Amontillado e Doctor Tarr And Professor Fether.
4. The Cask Of Amontillado – 4:28 – Voce: John Miles • Voce aggiuntiva: Terry Sylvester • Chitarre: Ian Bairnson • Basso: David Paton • Batteria: Stuart Tosh • Pianoforte: Billy Lyall • Clavicembalo e cori: Eric Woolfson • Orchestra: Arrangiata e diretta da Andrew Powell • Coro: Bob Howes e The English Chorale
Ian Bairnson nel 1982. Chitarrista in tutti gli album del Project dal 1976 al 1990.
5. (The System Of) Doctor Tarr and Professor Fether – 4:14 – Voce e chitarre: John Miles • Voce aggiuntiva: Jack Harris • Chitarre: Ian Bairnson • Basso: David Paton • Batteria: Stuart Tosh • Pianoforte: Billy Lyall • Tastiere aggiuntive: Eric Woolfson • Flauti: Alan Parsons • Rumori della folla: Libreria di effetti degli Abbey Road Studios
Arthur Brown nel 2009. Session man del Project solo in Tales of Mystery nel brano The Tell-Tale Heart.
6. The Fall Of The House Of Usher - Prelude (Strumentale) – 5:52 – Orchestra: Arrangiata e diretta da Andrew Powell • Basso: Les Hurdle
7. The Fall Of The House Of Usher - Arrival (Strumentale) – 2:41 – Projectron e sintetizzatori: Alan Parsons • Chitarre: Ian Bairnson • Basso: David Paton • Batteria e percussioni: Stuart Tosh • Loop di tastiere e organo: Eric Woolfson • Loop di tastiere: Andrew Powell • Organo: Francis Monkman
8. The Fall Of The House Of Usher - Intermezzo (Strumentale) – 1:03 – Orchestra: Arrangiata e diretta da Andrew Powell
Laurence Juber nel 2009. Session-man nel Project solo in Tales of Mystery, come chitarrista nel brano Pavane della suite The Fall Of The House Of Usher.
9. The Fall Of The House Of Usher - Pavane (Strumentale) – 4:34 – Contrabbasso: Darryl Runswick • Batteria: Stuart Tosh • Chitarre acustiche: Laurence Juber e Kevin Peek • Arpa: David Snell • Organo: Francis Monkman • Cimbalom e kantele: John Leach • Organo: Andrew Powell • Mandolino: Hugo D'Alton
10. The Fall Of The House Of Usher - Fall (Strumentale) – 0:52 – Projectron e sintetizzatori: Alan Parsons • Orchestra: Arrangiata e diretta da Andrew Powell
11. To One In Paradise – 4:29 – Voce: Terry Sylvester • Voci aggiuntive: Eric Woolfson ed Alan Parsons • Chitarre elettriche ed acustiche: Ian Bairnson • Basso e chitarra acustica: David Paton • Batteria: Stuart Tosh • Fender Rhodes e glockenspiel: Billy Lyall • Cori: Jane Powell • Narratore: Leonard Whiting • Coro: Westminster City School Boys Choir

Durata totale: 40:34
Tales of Mystery and Imagination Edgar Allan Poe - Remix (1987)
Testi e musiche di Eric Woolfson e Alan Parsons; edizioni musicali Charisma Records.
1. A Dream Within A Dream (Strumentale) – 4:13 – Tastiere: Eric Woolfson • Tastiere e flauti: Billy Lyall • Chitarra elettrica e acustica: Ian Bairnson • Chitarra acustica e cori: David Paton • Basso: Joe Puerta • Batteria: Stuart Tosh • Narratore: Orson Welles
2. The Raven – 3:57 – Voce e voce al Vocoder EMI: Alan Parsons • Voce: Leonard Whiting • Tastiere e cori: Eric Woolfson • Tastiere: Christopher North • Chitarre: David Pack • Basso: Joe Puerta • Batteria: Burleigh Drummond • Batteria aggiuntiva: Stuart Tosh • Orchestra: Arrangiata e diretta da Andrew Powell • Coro: Bob Howes e The English Chorale • Assolo di chitarra: Ian Bairnson
3. The Tell-Tale Heart – 4:38 – Voce: Arthur Brown • Voce aggiuntiva: Jack Harris • Tastiere: Eric Woolfson e Billy Lyall • Projectron e sintetizzatori: Alan Parsons • Chitarre e assolo di chitarra: Ian Bairnson • Basso: David Paton • Batteria, timpani e piatti all'indietro: Stuart Tosh • Orchestra: Arrangiata e diretta da Andrew Powell • Coro: Bob Howes e The English Chorale
4. The Cask Of Amontillado – 4:33 – Voce: John Miles • Voce aggiuntiva: Terry Sylvester • Chitarre: Ian Bairnson • Basso: David Paton • Batteria: Stuart Tosh • Pianoforte: Billy Lyall • Clavicembalo e cori: Eric Woolfson • Orchestra: Arrangiata e diretta da Andrew Powell • Coro: Bob Howes e The English Chorale
5. (The System Of) Doctor Tarr and Professor Fether – 4:20 – Voce e chitarre: John Miles • Voce aggiuntiva: Jack Harris • Chitarre: Ian Bairnson • Basso: David Paton • Batteria: Stuart Tosh • Pianoforte: Billy Lyall • Tastiere aggiuntive: Eric Woolfson • Flauti: Alan Parsons • Rumori della folla: Libreria di effetti degli Abbey Road Studios
6. The Fall Of The House Of Usher - Prelude (Strumentale) – 7:02 – Orchestra: Arrangiata e diretta da Andrew Powell • Basso: Les Hurdle • Narratore: Orson Welles
7. The Fall Of The House Of Usher - Arrival (Strumentale) – 2:39 – Projectron e sintetizzatori: Alan Parsons • Chitarre: Ian Bairnson • Basso: David Paton • Batteria e percussioni: Stuart Tosh • Loop di tastiere e organo: Eric Woolfson • Loop di tastiere: Andrew Powell • Organo: Francis Monkman
8. The Fall Of The House Of Usher - Intermezzo (Strumentale) – 1:00 – Orchestra: Arrangiata e diretta da Andrew Powell
9. The Fall Of The House Of Usher - Pavane (Strumentale) – 4:36 – Contrabbasso: Darryl Runswick • Batteria: Stuart Tosh • Chitarre acustiche: Laurence Juber e Kevin Peek • Arpa: David Snell • Organo: Francis Monkman • Cimbalom e kantele: John Leach • Organo: Andrew Powell • Mandolino: Hugo D'Alton • Sintetizzatori: Eric Woolfson
10. The Fall Of The House Of Usher - Fall (Strumentale) – 0:51 – Projectron e sintetizzatori: Alan Parsons • Orchestra: Arrangiata e diretta da Andrew Powell
11. To One In Paradise – 4:46 – Voce: Terry Sylvester • Voci aggiuntive: Eric Woolfson ed Alan Parsons • Chitarre elettriche ed acustiche: Ian Bairnson • Basso e chitarra acustica: David Paton • Batteria: Stuart Tosh • Fender Rhodes e glockenspiel: Billy Lyall • Cori: Jane Powell • Narratore: Leonard Whiting • Coro: Westminster City School Boys Choir

Durata totale: 42:35
Tales of Mystery and Imagination Edgar Allan Poe - Deluxe Edition (2007)
Disco 1: 1976 Album
Testi e musiche di Eric Woolfson e Alan Parsons; edizioni musicali Charisma Records.
1. A Dream Within A Dream (Strumentale) – 3:41 – Tastiere: Eric Woolfson • Tastiere e flauti: Billy Lyall • Chitarra elettrica e acustica: Ian Bairnson • Chitarra acustica e cori: David Paton • Basso: Joe Puerta • Batteria: Stuart Tosh
2. The Raven – 3:58 – Voce e voce al Vocoder EMI: Alan Parsons • Voce: Leonard Whiting • Tastiere e cori: Eric Woolfson • Tastiere: Christopher North • Chitarre: David Pack • Basso: Joe Puerta • Batteria: Burleigh Drummond • Batteria aggiuntiva: Stuart Tosh • Orchestra: Arrangiata e diretta da Andrew Powell • Coro: Bob Howes e The English Chorale
3. The Tell-Tale Heart – 4:42 – Voce: Arthur Brown • Voce aggiuntiva: Jack Harris • Tastiere: Eric Woolfson e Billy Lyall • Projectron: Alan Parsons • Chitarre: Ian Bairnson • Basso: David Paton • Batteria, timpani e piatti all'indietro: Stuart Tosh • Orchestra: Arrangiata e diretta da Andrew Powell • Coro: Bob Howes e The English Chorale
4. The Cask Of Amontillado – 4:28 – Voce: John Miles • Voce aggiuntiva: Terry Sylvester • Chitarre: Ian Bairnson • Basso: David Paton • Batteria: Stuart Tosh • Pianoforte: Billy Lyall • Clavicembalo e cori: Eric Woolfson • Orchestra: Arrangiata e diretta da Andrew Powell • Coro: Bob Howes e The English Chorale
5. (The System Of) Doctor Tarr and Professor Fether – 4:14 – Voce e chitarre: John Miles • Voce aggiuntiva: Jack Harris • Chitarre: Ian Bairnson • Basso: David Paton • Batteria: Stuart Tosh • Pianoforte: Billy Lyall • Tastiere aggiuntive: Eric Woolfson • Flauti: Alan Parsons • Rumori della folla: Libreria di effetti degli Abbey Road Studios
6. The Fall Of The House Of Usher - Prelude (Strumentale) – 5:52 – Orchestra: Arrangiata e diretta da Andrew Powell • Basso: Les Hurdle
7. The Fall Of The House Of Usher - Arrival (Strumentale) – 2:41 – Projectron e sintetizzatori: Alan Parsons • Chitarre: Ian Bairnson • Basso: David Paton • Batteria e percussioni: Stuart Tosh • Loop di tastiere e organo: Eric Woolfson • Loop di tastiere: Andrew Powell • Organo: Francis Monkman
8. The Fall Of The House Of Usher - Intermezzo (Strumentale) – 1:03 – Orchestra: Arrangiata e diretta da Andrew Powell
9. The Fall Of The House Of Usher - Pavane (Strumentale) – 4:34 – Contrabbasso: Darryl Runswick • Batteria: Stuart Tosh • Chitarre acustiche: Laurence Juber e Kevin Peek • Arpa: David Snell • Organo: Francis Monkman • Cimbalom e kantele: John Leach • Organo: Andrew Powell • Mandolino: Hugo D'Alton
10. The Fall Of The House Of Usher - Fall (Strumentale) – 0:52 – Projectron e sintetizzatori: Alan Parsons • Orchestra: Arrangiata e diretta da Andrew Powell
11. To One In Paradise – 4:29 – Voce: Terry Sylvester • Voci aggiuntive: Eric Woolfson ed Alan Parsons • Chitarre elettriche ed acustiche: Ian Bairnson • Basso e chitarra acustica: David Paton • Batteria: Stuart Tosh • Fender Rhodes e glockenspiel: Billy Lyall • Cori: Jane Powell • Narratore: Leonard Whiting • Coro: Westminster City School Boys Choir
12. The Raven (Original Demo) – 3:26 – Bonus Material
13. Edgar (Demo of an unreleased track) – 3:03 – Bonus Material
14. Orson Welles Radio Spot – 1:01 – Bonus Material
15. Interview with Alan Parsons and Eric Woolfson (1976) – 8:33 – Bonus Material

Durata totale: 56:37
Disco 2: 1987 Remix
Testi e musiche di Eric Woolfson e Alan Parsons; edizioni musicali Charisma Records.
1. A Dream Within A Dream (Strumentale) – 4:13 – Tastiere: Eric Woolfson • Tastiere e flauti: Billy Lyall • Chitarra elettrica e acustica: Ian Bairnson • Chitarra acustica e cori: David Paton • Basso: Joe Puerta • Batteria: Stuart Tosh • Narratore: Orson Welles
2. The Raven – 3:57 – Voce e voce al Vocoder EMI: Alan Parsons • Voce: Leonard Whiting • Tastiere e cori: Eric Woolfson • Tastiere: Christopher North • Chitarre: David Pack • Basso: Joe Puerta • Batteria: Burleigh Drummond • Batteria aggiuntiva: Stuart Tosh • Orchestra: Arrangiata e diretta da Andrew Powell • Coro: Bob Howes e The English Chorale • Assolo di chitarra: Ian Bairnson
3. The Tell-Tale Heart – 4:39 – Voce: Arthur Brown • Voce aggiuntiva: Jack Harris • Tastiere: Eric Woolfson e Billy Lyall • Projectron e sintetizzatori: Alan Parsons • Chitarre e assolo di chitarra: Ian Bairnson • Basso: David Paton • Batteria, timpani e piatti all'indietro: Stuart Tosh • Orchestra: Arrangiata e diretta da Andrew Powell • Coro: Bob Howes e The English Chorale
4. The Cask Of Amontillado – 4:33 – Voce: John Miles • Voce aggiuntiva: Terry Sylvester • Chitarre: Ian Bairnson • Basso: David Paton • Batteria: Stuart Tosh • Pianoforte: Billy Lyall • Clavicembalo e cori: Eric Woolfson • Orchestra: Arrangiata e diretta da Andrew Powell • Coro: Bob Howes e The English Chorale
5. (The System Of) Doctor Tarr and Professor Fether – 4:21 – Voce e chitarre: John Miles • Voce aggiuntiva: Jack Harris • Chitarre: Ian Bairnson • Basso: David Paton • Batteria: Stuart Tosh • Pianoforte: Billy Lyall • Tastiere aggiuntive: Eric Woolfson • Flauti: Alan Parsons • Rumori della folla: Libreria di effetti degli Abbey Road Studios
6. The Fall Of The House Of Usher - Prelude (Strumentale) – 7:01 – Orchestra: Arrangiata e diretta da Andrew Powell • Basso: Les Hurdle • Narratore: Orson Welles
7. The Fall Of The House Of Usher - Arrival (Strumentale) – 2:34 – Projectron e sintetizzatori: Alan Parsons • Chitarre: Ian Bairnson • Basso: David Paton • Batteria e percussioni: Stuart Tosh • Loop di tastiere e organo: Eric Woolfson • Loop di tastiere: Andrew Powell • Organo: Francis Monkman
8. The Fall Of The House Of Usher - Intermezzo (Strumentale) – 0:59 – Orchestra: Arrangiata e diretta da Andrew Powell
9. The Fall Of The House Of Usher - Pavane (Strumentale) – 4:36 – Contrabbasso: Darryl Runswick • Batteria: Stuart Tosh • Chitarre acustiche: Laurence Juber e Kevin Peek • Arpa: David Snell • Organo: Francis Monkman • Cimbalom e kantele: John Leach • Organo: Andrew Powell • Mandolino: Hugo D'Alton • Sintetizzatori: Eric Woolfson
10. The Fall Of The House Of Usher - Fall (Strumentale) – 0:51 – Projectron e sintetizzatori: Alan Parsons • Orchestra: Arrangiata e diretta da Andrew Powell
11. To One In Paradise – 4:44 – Voce: Terry Sylvester • Voci aggiuntive: Eric Woolfson ed Alan Parsons • Chitarre elettriche ed acustiche: Ian Bairnson • Basso e chitarra acustica: David Paton • Batteria: Stuart Tosh • Fender Rhodes e glockenspiel: Billy Lyall • Cori: Jane Powell • Narratore: Leonard Whiting • Coro: Westminster City School Boys Choir
12. Eric's Guide Vocal Medley – 9:23 – Bonus Material
13. Orson Welles Dialogue – 3:05 – Bonus Material
14. Sea Lions In The Departure Lounge - Sound Effects and Experiments – 2:38 – Bonus Material
15. GBH Mix - Unreleased Experiments – 5:22 – Bonus Material

Durata totale: 62:56

## Analisi
A Dream Within A DreamL'incipit con la narrazione di Orson Welles venne inserita solamente nella riedizione in CD del 1987. La narrazione nella prima edizione, in vinile, del 1976, per motivi di spazio, non fu inserita e fu utilizzata solamente per gli spot radiofonici. La strumentale prende il nome dall'omonima poesia di Edgar Allan Poe del 1849. Il brano registrato nell'agosto del 1975 è caratterizzato da un'alternanza di atmosfere New Age sommesse e un ritornello rock, l'assolo di chitarra di Bairnson è sgargiante ed iconico.
The RavenIl brano venne registrato inizialmente in California nell'aprile del 1975, presso lo studio di registrazione Mama Jo's a North Hollywood, un distretto di Los Angeles, e poi terminato agli Abbey Road Studios a Londra. Parsons si trovava in California per un duplice motivo, sia perché stava seguendo come produttore la band californiana degli Ambrosia, sia perché a Los Angeles doveva partecipare alla serata finale dei Grammy Award, avendo ricevuto la nomination nella categoria Best Engineered Recording per il lavoro di fonico svolto per l'album The Dark Side of the Moon, del 1973, dei Pink Floyd. Nel brano vi è il primo utilizzo del vocoder EMI con cui Alan Parsons modifica abilmente la propria voce e quella dell'attore Leonard Whiting. Tale primato viene confermato dalle note di copertina dell'album in cui si afferma The Raven è stata la prima canzone rock a presentare un vocoder digitale.
The Tell-Tale Heartil brano cantato da Arthur Brown passa da sonorità heavy metal a parti dominate da maggior calma conferite dall'orchestra e dai sintetizzatori. Nella parte centrale del brano vi è circa un minuto e mezzo strumentale dove Parsons e Woolfson realizzano un crescendo con le chitarre di Bairnson ed il basso di Paton che rincorrono letteralmente il cantato di Brown. Viene registrato presso gli Abbey Road nell'agosto del 1975.
The Cask Of AmontilladoIl brano registrato presso gli Abbey Road Studios nel settembre del 1975 è cantato da John Miles. Inizia come una canzone calma che unisce musica classica e tutti i canoni del progressive rock, improvvisamente diviene molto più cupa.
(The System Of) Doctor Tarr And Professor FetherIl brano è caratterizzato dai ritornelli opprimenti e con voce bassa di Jack Harris alternati al cantato di John Miles. Il brano viene registrato presso gli Abbey Road Studios nel settembre del 1975.
The Fall Of The House Of Usher - PreludeIl brano, sebbene non accreditato, è ispirato al frammento dell'opera La chute de la maison Usher di Claude Debussy composta tra il 1908 ed il 1917. All'inizio del brano vi una narrazione di Orson Welles inserita solamente nella riedizione del 1987. Nella parte finale Parsons realizza un crescendo di suspense con suoni di tempesta che prenderanno poi corpo nel brano successivo. Prelude viene registrato presso il Kingsway Hall a Londra il 10 ottobre 1975.
The Fall Of The House Of Usher - ArrivalIl brano, introdotto da effetti di pioggia e tuoni, diviene visionario ed evocativo con le note dell'organo, suonato da Woolfsons e Monkman, che viene enfatizzato progressivamente dagli effetti del Projectron suonato da Parsons. Gli effetti dei tuoni e pioggia furono registrati da Parsons a Londra, nel giardino degli Abbey Road Studios, durante un'improvvisa tempesta estiva. Arrival viene registrato presso gli Abbey Road Studios a Londra nell'agosto 1975.
The Fall Of The House Of Usher - PavaneIl brano è dominato dai diversi strumenti a corde che giungono a fondersi, grazie alla destrezza di Parsons, con i sintetizzatori suonati da Woolfson. Pavane viene registrato presso gli Abbey Road Studios nel novembre del 1975.
The Fall Of The House Of Usher - FallLa breve strumentale ricorda la colonna sonora del film Il Pianeta delle scimmie del 1968, infatti il falso finale, che sfocia nel brano successivo, riporta all'atmosfera del silenzio delle scene finali in cui il protagonista è a confronto con i presunti alieni. Falso finale che diverrà il marchio di fabbrica del Project con l'apoteosi nell'album Stereotomy del 1986 con il brano Where's The Walrus? dove i falsi finali saranno ben due.
To One In ParadiseIl brano ha l'arpeggio iniziale delle strofe che appare molto simile alla canzone Inside and Out composta un anno dopo (1977) dai Genesis, presente nell'Extended play Spot the Pigeon. Nel brano vi è la partecipazione, come corista, dell'attrice statunitense, Jane Powell. Viene registrato nell'agosto del 1975.

## Formazione[20]

### Leader
- Alan Parsons – voce al vocoder (traccia 2), projectron (traccia 3,7,10), sintetizzatori (traccia 3,4,7,10), organo della cattedrale (traccia 5), effetti FX (traccia 10), flauti (traccia 5), voci aggiuntive (traccia 11), autore testi e musiche (tracce 1,2,3,4,5,6,7,8,9,10,11), fonico, produttore
- Eric Woolfson – tastiere (traccia 1,2,3), tastiere aggiuntive (traccia 5), loop di tastiere (traccia 7), sintetizzatore (traccia 9), clavicembalo (traccia 4), organo (traccia 7), voci aggiuntive (traccia 11), cori (traccia 2,4), autore testi e musiche (tracce 1,2,3,4,5,6,7,8,9,10,11), produttore esecutivo

### Session Man
Cantanti

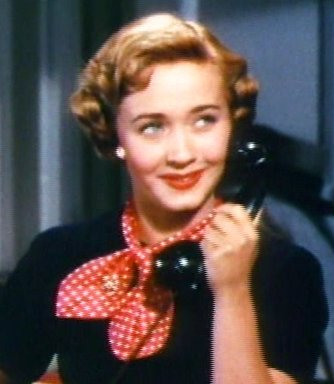
Jane Powell nel 1951. Corista nel brano To One In Paradise.

- John Miles - voce (traccia 4,5), chitarre (traccia 5)
- Terry Sylvester - voce (traccia 11), voci aggiuntive (traccia 4)
- Leonard Whiting – voce (traccia 2)
- Arthur Brown - voce (traccia 3)
- Jack Harris - voci aggiuntive (traccia 3,5)
- Jane Powell - cori (traccia 11)

Musicisti
- Ian Bairnson – chitarra elettrica (traccia 1,2,3,4,5,7,11), chitarra acustica (traccia 1,11)
- David Paton - basso (traccia 3,4,5,7,11), chitarra acustica (traccia 1,11), cori (traccia 1)
- Stuart Tosh - batteria (traccia 1,3,4,5,7,9,11), batteria aggiuntiva (traccia 2), percussioni (traccia 7), timpani (traccia 3), piatti rovesciati (traccia 3)

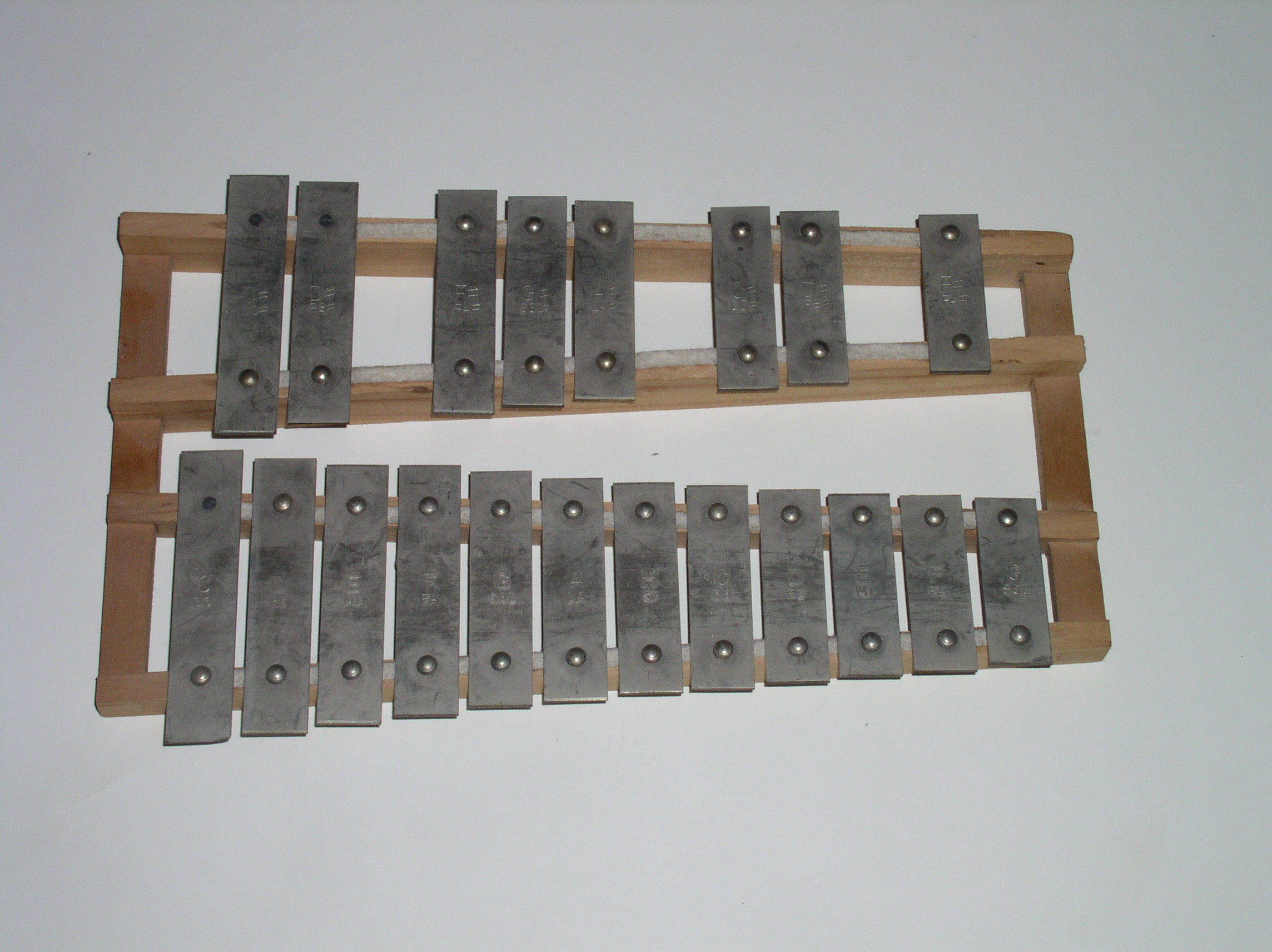
Glockenspiel, strumento tedesco suonato da Billy Lyall nel brano To One In Paradise.

- Billy Lyall - tastiere (traccia 1,3), pianoforte (traccia 4,5), fender rhodes (traccia 11), Glockenspiel (traccia 11), flauti (traccia 1)
- John Leach - cimbalom (traccia 9), kantele (traccia 9)
- David Pack - chitarre (traccia 2)
- Laurence Juber - chitarra acustica (traccia 9)
- Kevin Peek - chitarra acustica (traccia 9)
- Joe Puerta - basso (traccia 1,2)
- Les Hurdle - basso (traccia 6)
- Christopher North - tastiere (traccia 2)
- Burleigh Drummond - batteria (traccia 2)
- Francis Monkman - organo (traccia 7), clavicembalo (traccia 9)
- Darryl Runswick - contrabbasso (traccia 9)
- David Snell - arpa (traccia 9)
- Hugo D’Alton - mandolino (traccia 9)

Narratore

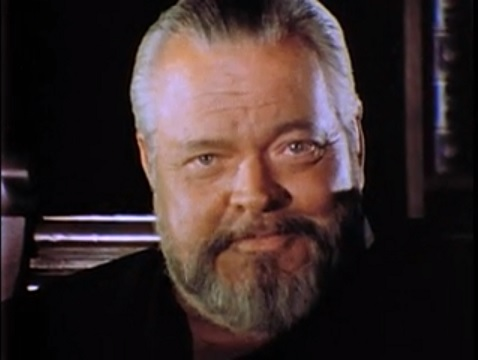
Orson Welles nel 1973. Narratore nella prima e sesta traccia dell'edizione del 1987.

- Orson Welles - (traccia 1,6 - 1987)
- Leonard Whiting - (traccia 11)

Orchestra
- The London Philharmonia Orchestra - (traccia 2,3,4,6,8,10)
- Andrew Powell - direttore e arrangiamento orchestra (traccia 2,3,4,6,8,10), loop di tastiere (traccia 7), organo (traccia 9)
- David Katz - direttore d'orchestra (traccia 6)
- Jack Rothstein - direttore d'orchestra (traccia 6)

Coro
- The English Chorale - (traccia 2,3,4)
- Bob Howes - direttore del coro (traccia 2,3,4)
- Westminster City School Boys Choir - (traccia 11)

## Edizioni
Riedizione del 1987Nel novembre del1987, per la prima pubblicazione in CD, ha ricevuto una parziale revisione e l'aggiunta delle narrazioni, ad opera del celebre attore/regista Orson Welles, registrate nel 1976 ma poi accantonate ed utilizzate solamente negli spot promozionali radiofonici. Oltre ad un nuovo mix e ad una prima rimasterizzazione ad opera dello stesso Alan Parsons, l'album viene suddiviso in undici tracce. Parsons ritocca tutti i brani migliorando tutto ciò che è possibile, aggiungendo alcuni passaggi ai sintetizzatori ed alcuni tra i più iconici assoli di chitarra di Bairnson. La riedizione vende oltre 500 000 copie.
Riedizione del 1994Successivamente, nel 1994, la Mobile Fidelity Sound Lab ha rilasciato una versione ad alta fedeltà del mix originale del 1976.
Deluxe Edition del 2007L'album è stato nuovamente rimasterizzato e pubblicato nel 2007 come doppio CD: nel primo è presente la versione uscita nel 1976 e, nel secondo quella del 1987. Nel cofanetto sono presenti otto bonus track, quattro per ciascun CD.
40º Anniversary Edition Super Deluxe Box SetNel 2016, in occasione del 40º anniversario dalla pubblicazione di Tales of Mystery and Imagination è stato pubblicato un box set con il seguente contenuto:
- il Blu-ray 5.1 surround della versione originale del 1976.
- 3 CD (l'originale del 1976; la riedizione del 1987 con le bonus tracks; un CD di oltre 70 minuti con materiali bonus precedentemente mai pubblicati).
- 2 LP con la registrazione originale del 1976.
- Un volume di 60 pagine con curiosità, interviste, foto, testi e memorabilia
- 1 poster.
- Una replica del press kit del 1976.
- L'adesivo tape-man.

## Classifiche
| Nazione       | Miglior posizione in classifica | Settimane di permanenza |
| ------------- | ------------------------------- | ----------------------- |
| Nuova Zelanda | 7º                              | 18                      |
| Germania      | 11º                             | 133                     |
| Spagna        | 17º                             |                         |
| Stati Uniti   | 38º                             | 46                      |
| Australia     | 45º                             |                         |
| Regno Unito   | 26º                             | 8                       |
| Canada        | 56º                             | 1                       |

## Riconoscimenti

### Nomination
Nel 1976 Alan Parsons riceve la nomination ai Grammy Awards per l'album Tales Of Mystery And Imagination.
- Grammy Awards 1976 - categoria Best Engineered Recording, Non Classical - album Tales Of Mystery And Imagination dei The Alan Parsons Project.